# آجی (ماهی)

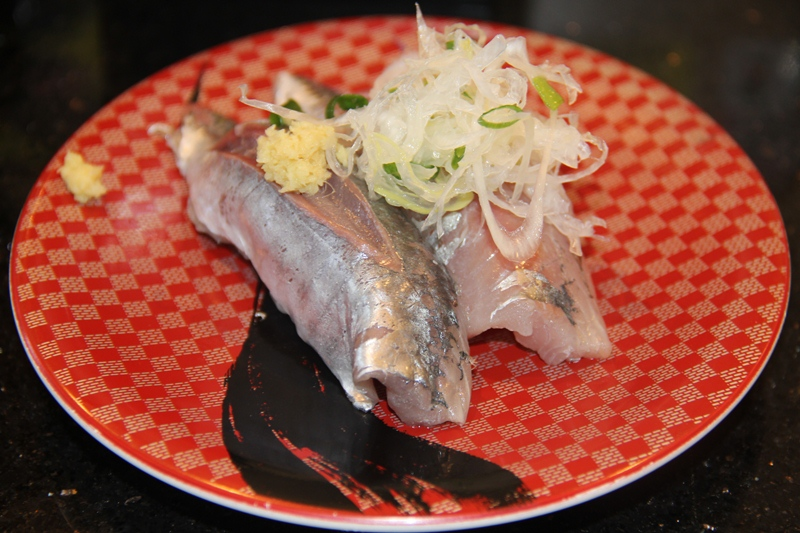

آجی (انگلیسی: Caranginae) یکی از ماهی‌های عناصر سوشی است. زیرخانواده ماهیان پرتوبالگان از خانواده (زیست‌شناسی) گیش‌ماهیان است که از بیست سرده و ۱۰۳ گونه تشکیل شده‌است.